# Карбън (окръг, Монтана)
Вижте пояснителната страница за други значения на Карбън.
Окръг Карбън (на английски: Carbon County) е окръг в щата Монтана, Съединени американски щати. Площта му е 5341 km², а населението - 10 696 души (2017). Административен център е град Ред Лодж.